# Arado Ar E.583
De Arado Ar E.583 (Ar Projekt I) was een project voor een nachtjager dat werd ontwikkeld door de Duitse vliegtuigontwerper Arado.

## Ontwikkeling
Dit ontwerp had als uitgangspunt de ontwerpen uit de Ar E.555 en Ar E.581 projecten van Arado. Het was voorzien van een deltavleugel met een pijlstand van 35 graden. Er waren twee richtingsroeren aangebracht. Deze waren op de vleugelachterrand geplaatst.
De cockpit was als drukcabine uitgevoerd en was voorzien van een druppel cockpitkap. De bemanning bestond uit twee man die naast elkaar zaten. Ze waren ook beide van een schietstoel voorzien.
De motoren waren twee Heinkel He S 011A straalmotoren van 1.300 kg stuwdruk elk en waren onder het achterste deel van de romp ondergebracht. De luchtinlaat was onder de romp geplaatst, direct voor de motoren.
De bewapening bestond uit vier 30 mm MK108 kanonnen en was in het bovenste deel van de rompneus aangebracht. Er was een radar in de rompneus geplaatst. Er was een neuswiel landingsgestel geplaatst.
Het einde van de oorlog betekende ook het einde van dit project.